# Rick Santorum
Richard John Santorum (10 de mayo de 1958) es un abogado y político estadounidense, ex senador de los Estados Unidos por el estado de Pensilvania.
Fue precandidato a la Casa Blanca por el Partido Republicano, hasta que el 10 de abril de 2012 anunció su retirada de la carrera presidencial, después de un fin de semana de "oración y reflexión". Se cree que su retiro también pudo ser debido a la hospitalización de su hija de tres años, quien sufre una enfermedad cromosómica grave que interfiere con el desarrollo.
Al anunciar la suspensión de campaña él había ganado 11 primarias y asambleas electorales y recibido más de 3 millones de votos.
Fue el presidente de la Conferencia Republicana del Senado (Senate Republican Conference), el cargo tercero en el liderazgo de su partido en el Senado. Fue elegido a la Cámara de Representantes de EE. UU. en 1990 a la edad de 32 años, además de desempeñarse como comentarista en el canal de televisión Fox News Channel.   
Obtuvo una licenciatura de la Universidad Estatal de Pensilvania, un MBA de la Universidad de Pittsburgh, y un Doctorado en Derecho de la Escuela de Derecho Dickinson. Santorum trabajó como abogado en el estudio K & L Gates, donde conoció a Karen Garver, con quien se casó en 1990 y tuvieron siete hijos, sin contar un octavo que falleció poco después del nacimiento.

## Historia Electoral
|  | 51% |

|  | 49.% |

### Elección al Senado porPensilvaniaen 1994[2]
|  | 49.40% |

|  | 46.92% |

### Elección al Senado porPensilvaniaen 2000[3]
|  | 52,4% |

|  | 45,5% |

### Elección al Senado porPensilvaniaen 2006[4]
|  | 41,28% |

|  | 58,64% |